# روبرت براون (عالم نبات)
روبرت براون (بالإنجليزية: Robert Brown)‏ هو عالم نبات نيوزيلندي، ولد في 1820، وتوفي في 13 ديسمبر 1906.